# Fredrik Landén
Fredrik Landén (21 gennaio 1994) è un allenatore di calcio ed ex calciatore svedese, di ruolo difensore o centrocampista, tecnico del Brommapojkarna insieme a Ulf Kristiansson.

## Carriera

### Giocatore
All'età di tredici anni è arrivato all'IFK Göteborg con cui ha svolto la trafila delle giovanili, senza però arrivare a collezionare presenze ufficiali con la prima squadra.
Nel 2013, all'età di diciannove anni, Landén si è unito al Fässbergs IF, squadra militante nella Division 2, il quarto livello del campionato svedese di calcio. L'anno successivo, nel 2014, si è trasferito al Lerums IS, rimanendo nella stessa categoria. Nel 2015 Landén ha giocato per l'IF Angered United, continuando la sua esperienza in Division 2. Nel 2016, ha concluso la sua carriera da giocatore con il Lindome GIF, disputando ancora una volta il campionato di quarta divisione.

### Allenatore
Dal 2013 al 2021 Landén ha ricoperto vari incarichi nel settore giovanile dell'IFK Göteborg. Durante questo periodo si è occupato di diverse squadre e annate di giovani giocatori, oltre a svolgere compiti di scouting e analisi degli avversari per la prima squadra.
All'inizio della stagione 2022 è entrato a far parte dell'organizzazione dell'IFK Norrköping assumendo il ruolo di capo allenatore della squadra satellite Sylvia, che in quell'anno militava in Ettan Norra.
Qualche mese più tardi, nell'agosto 2022, è entrato a far parte dello staff tecnico della prima squadra dell'IFK Norrköping, incarico che ha ricoperto per due campionati e mezzo sotto la guida degli allenatori Glen Riddersholm prima e Andreas Alm poi.
Prima dell'inizio della stagione 2025 Landén è stato chiamato alla guida del Brommapojkarna insieme a Ulf Kristiansson, con cui ha formato un duo di tecnici. Questa esperienza ha rappresentato la sua prima occasione come capo allenatore di una squadra della massima serie nazionale.